# Leptoclinides constellatus
Leptoclinides constellatus är en sjöpungsart som beskrevs av Kott 200. Leptoclinides constellatus ingår i släktet Leptoclinides och familjen Didemnidae. Inga underarter finns listade i Catalogue of Life.